# 최유리 (축구 선수)
최유리(1994년 9월 16일~)는 대한민국의 축구 선수로 포지션은 공격수이다. 현재 잉글랜드 FA 여자 챔피언십의 버밍엄 시티와 대한민국 여자 대표팀의 일원으로 뛰고 있다.